# Arnulf III van Vlaanderen
Arnulf III (ca. 1055 – 1071), bijgenaamd de Ongelukkige, was graaf van Vlaanderen en Henegouwen van 1070 tot 1071.
Hij was de oudste zoon van gravin Richildis van Henegouwen en haar tweede echtgenoot, graaf Boudewijn VI van Vlaanderen. Toen zijn vader stierf, op 17 juli 1070, erfde Arnulf de graafschappen Vlaanderen en Henegouwen. Omdat hij nog zo jong was stond hij onder de voogdij van zijn moeder. Zijn oom, Robrecht de Fries, zo genoemd wegens zijn huwelijk met Geertrui van Holland, de weduwe van graaf Floris I van Holland, wilde ondanks andere beloften een greep doen naar de macht. Sommigen betichtten Arnulf en Richildis ervan tiranniek over Vlaanderen te regeren. Anderen denken dat de ambitieuze Robrecht de Fries, ontzet uit zijn grafelijke erfrecht, de Vlamingen tot opstand heeft gezet. Beiden maakten aanspraak op de graventitel.
Het kwam op 20 februari 1071 tot een militaire confrontatie in Kassel - zie Slag bij Kassel (1071) - waarbij Arnulf op 15-jarige leeftijd sneuvelde. Volgens sommigen waren het de Noord-Vlaamse strijders van Robrecht die hem ombrachten, volgens anderen waren het zijn eigen dienaren.

## Erfopvolging
Omdat Arnulf was gesteund door de koning van Frankrijk, Filips I, die door de nederlaag door Robrecht was geschoffeerd, moest Robrecht proberen weer bij de koning in de gunst te komen. Hij deed dat door een huwelijksovereenkomst voor zijn stiefdochter Bertha van Holland te sluiten, waarna hij als graaf van Vlaanderen werd erkend door de Filips. Arnulfs jongere broer Boudewijn II werd graaf van Henegouwen.

## Voorouders
| Voorouders van Arnulf III van Vlaanderen  | Voorouders van Arnulf III van Vlaanderen                                               | Voorouders van Arnulf III van Vlaanderen                                               | Voorouders van Arnulf III van Vlaanderen                                               | Voorouders van Arnulf III van Vlaanderen                                               | Voorouders van Arnulf III van Vlaanderen                                               | Voorouders van Arnulf III van Vlaanderen                                               | Voorouders van Arnulf III van Vlaanderen                                               | Voorouders van Arnulf III van Vlaanderen                                               |
| ----------------------------------------- | -------------------------------------------------------------------------------------- | -------------------------------------------------------------------------------------- | -------------------------------------------------------------------------------------- | -------------------------------------------------------------------------------------- | -------------------------------------------------------------------------------------- | -------------------------------------------------------------------------------------- | -------------------------------------------------------------------------------------- | -------------------------------------------------------------------------------------- |
| Overgrootouders                           | Boudewijn IV van Vlaanderen (980-1035) ∞ 1012 Otgiva van Luxemburg (986-1030)          | Boudewijn IV van Vlaanderen (980-1035) ∞ 1012 Otgiva van Luxemburg (986-1030)          | Robert II van Frankrijk (972-1031) ∞ Constance van Arles (986-1034)                    | Robert II van Frankrijk (972-1031) ∞ Constance van Arles (986-1034)                    | ? (-) ∞ ? (–)                                                                          | ? (-) ∞ ? (–)                                                                          | ? (-) ∞ ? (-)                                                                          | ? (-) ∞ ? (-)                                                                          |
| Grootouders                               | Boudewijn V van Vlaanderen (1013-1067) ∞ 1028 Adela van Mesen (1116-1165)              | Boudewijn V van Vlaanderen (1013-1067) ∞ 1028 Adela van Mesen (1116-1165)              | Boudewijn V van Vlaanderen (1013-1067) ∞ 1028 Adela van Mesen (1116-1165)              | Boudewijn V van Vlaanderen (1013-1067) ∞ 1028 Adela van Mesen (1116-1165)              | Reinier van Hasnon? (-) ∞ ? (–)                                                        | Reinier van Hasnon? (-) ∞ ? (–)                                                        | Reinier van Hasnon? (-) ∞ ? (–)                                                        | Reinier van Hasnon? (-) ∞ ? (–)                                                        |
| Ouders                                    | Boudewijn VI van Vlaanderen (1030-1070) (–) ∞ 1051 Richilde van Henegouwen (1035-1086) | Boudewijn VI van Vlaanderen (1030-1070) (–) ∞ 1051 Richilde van Henegouwen (1035-1086) | Boudewijn VI van Vlaanderen (1030-1070) (–) ∞ 1051 Richilde van Henegouwen (1035-1086) | Boudewijn VI van Vlaanderen (1030-1070) (–) ∞ 1051 Richilde van Henegouwen (1035-1086) | Boudewijn VI van Vlaanderen (1030-1070) (–) ∞ 1051 Richilde van Henegouwen (1035-1086) | Boudewijn VI van Vlaanderen (1030-1070) (–) ∞ 1051 Richilde van Henegouwen (1035-1086) | Boudewijn VI van Vlaanderen (1030-1070) (–) ∞ 1051 Richilde van Henegouwen (1035-1086) | Boudewijn VI van Vlaanderen (1030-1070) (–) ∞ 1051 Richilde van Henegouwen (1035-1086) |
| Arnulf III van Vlaanderen (ca. 1055-1071) |                                                                                        |                                                                                        |                                                                                        |                                                                                        |                                                                                        |                                                                                        |                                                                                        |                                                                                        |